# 閏鹽縣
閏鹽縣是元代柏興府所屬的一個縣，元至元二十七年，併普樂、 閏鹽二州為閏鹽縣置。洪武二十四年二月省閏鹽縣，其轄地在今四川鹽源縣一帶地方。